# 舊主教座堂 (布雷西亞)

舊主教座堂 (義大利語：Duomo Vecchio)是位於義大利城市布雷西亞的一座教堂。舊主教座堂是義大利最重要的圓形羅馬式教堂代表作。教堂附近還有新主教座堂。